# The Unveiling
«La Revelación»  —título original en inglés: «The Unveiling» — es el séptimo episodio de la tercera temporada de la serie de televisión posapocalíptica, horror Fear the Walking Dead. Se estrenó el 9 de julio de 2017. Estuvo dirigido por Jeremy Webb y el guion estuvo a cargo de Jeremy Webb.
Este episodio presenta el regreso de Mercedes Mason como Ofelia Salazar que había estado ausente desde el penúltimo episodio de la segunda temporada  "Wrath".

## Trama
Jake y Alicia llegan a Black Hat, donde Alicia descubre que Ofelia está viva y aliada con la tribu de Walker. Jake y Walker acuerdan un parlamento con un intercambio de rehenes para garantizar la tregua; Alicia permanece en Black Hat mientras Jake regresa al rancho con Ofelia. Mientras está en Black Hat, Alicia se entera de que la gente de Walker tiene escasez de agua y una profecía del apocalipsis y lo ve como una señal para reclamar sus antiguas tierras. Madison chantajea a Troy para que lidere un equipo para rescatar a Alicia de Black Hat, rompiendo la tregua y matando a varios de los hombres de Walker. Jake intenta enmendarse entregando a Ofelia y un camión lleno de agua, pero lo golpean y casi le arrancan el cuero cabelludo. Más tarde, Ofelia llega al rancho, aparentemente expulsada. Una enfermedad paralizante golpea repentinamente a la comunidad y muchos miembros de la milicia mueren y se reaniman como caminantes, masacrando a los residentes; Nick ve a Ofelia corriendo y se da cuenta de que ella era la responsable antes de que él también se enfermara.

## Recepción
"The Unveiling", junto con el final de mitad de temporada "Children of Wrath", recibió críticas positivas de los críticos. En Rotten Tomatoes, "The Unveiling" obtuvo una calificación del 75%, con una puntuación promedio de 7.52/10 basada en 8 reseñas.
En una revisión conjunta junto con el final de mitad de temporada "Children of Wrath", Matt Fowler de IGN le dio a "The Unveiling" una calificación de 8.6/10.0, declarando; "Fear the Walking Dead nos sacó de esta media temporada con un puñetazo tenso y lleno de suspenso que trajo de vuelta a Ofelia y al mismo tiempo resolvió el calamitoso conflicto sobre el rancho de una manera significativa".

### Calificaciones
"The Unveiling" fue visto por 2,62 millones de espectadores en los Estados Unidos en su fecha de emisión original, por encima de la calificación del episodio anterior de 2,19 millones.